# Radio Inés de Suárez
Radio Inés de Suárez es una estación radial chilena ubicada en el 860  kHz del dial AM en Concepción de Chile. También transmite a nivel nacional e incluso el extranjero vía internet.

## Historia
Radio Inés de Suárez es conocida por ser la primera radioemisora que tiene como nombre el de mujer. Inició su transmisión el 9 de mayo de 1969, comenzando a difundir programas que se caracterizaban por tener una moderna visión radial. Los programas se rotaban durante el día. además de contar con un potente departamento de prensa.
Su primer director (y también creador) fue el publicista Ernesto Merino Herrera y su primer gerente Gustavo Osorio Melo. Después de la gestión de esta primera administración asumió la gerencia y dirección, Rafael Arjona Martínez, quien era parte de la familia dueña.
En 1994 adquirió la concesión de la emisora, la Sociedad Díaz y Hernández Ltda. 
Luego, durante la gerencia de Hugo Antonio Díaz Uribe, se construyeron los modernos estudios que hoy tiene la Radio Inés de Suárez. En la parte técnica se elevó a 10.000 Watt la potencia de la antena alcanzando a cubrir así toda la octava región y durante la noche llegando incluso a Temuco. 
El 5 de febrero de 2012, la concesión pasa a ser de la Pastora Lérmiz Valenzuela Vásquez. En abril de ese año la radioemisora pasa de ser de una secular a una cristiana, y así continua hasta hoy, bajo a la misma administración junto al Pastor Luis Clavería Ruiz, ambos como Gerentes Generales. En el año 2013 se integra Andrés Villagra Valenzuela como Gerente Comercial.
En la actualidad cuentan con su propio sitio web y redes sociales.